# Jennifer Paige
Jennifer Paige Scoggins (Marietta, Georgia; 3 de septiembre de 1973) es una cantante estadounidense. Es conocida por su canción de 1998, "Crush".

## Biografía
Jennifer canta desde que tenía sólo cinco años. A los ocho empezó a cantar duetos con su hermano mayor, Chance Scoggins, actuando en cafeterías y restaurantes. A los diez, Jennifer comenzó a tocar el piano y con trece años ya escribía sus propias canciones. Sus gustos musicales se ampliaron incluyendo rock y pop. Jen creció rodeada de música. Jennifer estudió danza, interpretación y canto en una escuela de arte llamada Pebblebrook. 

### Sus inicios
A mediados de 1996, Jennifer coincidió con el productor Andy Goldmark (conocido por haber trabajado para Elton John, All4One, Natalie Cole, Patti LaBelle, Michael Bolton, y Bryan White). Jennifer grabó una versión dance de Chain Of Fools de Aretha Franklin que captó la atención del sello discográfico alemán, Edel Records. Edel estaba buscando un artista para establecer su presencia en América. En octubre de 1997, el presidente de Edel Jonathan First escuchó el casete demo de Jennifer y se impresionó tanto que voló hasta Los Ángeles para contratarla.
Después de firmar para Edel, Jennifer continuó grabando canciones. En abril de 1998, grabó "Crush", con letras inspiradas en las propias vivencias y observaciones de Jennifer. Su productor Andy Goldmark llevó una copia de Crush a la legendaria emisora, KISS FM en Los Ángeles. Como KISS es una emisora de radio muy influyente, Andy quería que dieran a conocer a Jennifer con Crush como una introducción de ella. 
En agosto, "Crush" fue disco de oro con 500.000 copias vendidas. "Crush" se mantenía en el Top 10 de R&R el 13 de noviembre, llegando hasta el número #2 el 16 de octubre. "Crush" llegó a ser un éxito internacional, estando 8 semanas en el número #1 en Canadá. Crush también llegó al número #1 en Australia, Noruega, España, Dinamarca, Nueva Zelanda, Sudáfrica y Letonia. Y llegó al Top 5 en el Reino Unido, Francia, Italia, Holanda, Hungría y el número 6 en Irlanda. "Crush" fue tan popular en el Reino Unido que se incluyó en 23 recopilatorios diferentes.

### Álbum debut
El ritmo pegadizo de "Crush" abre su álbum debut, titulado como ella. Esa sabiduría en su voz demuestra una variedad de situaciones que se muestran en su disco con una madurez y sencillez que raramente se encuentran en una artista joven y desconocida. Jennifer coescribió el segundo tema "Questions" con su productor Andy Goldmark y Mark Mueller. 
Su álbum reveló un enfoque puro y honesto de la música y de la vida en general con la capacidad de enlazar a la perfección sus once temas, desde el cautivador "Just to Have You", a las baladas "Between You and Me" y "Always You." 
Jennifer pasó dos años de extensa promoción internacional, viajes y trabajo incansable para apoyar su primer álbum, aprendiendo todo lo posible sobre ella y la industria discográfica. Para Jennifer, sin embargo, este era el primer paso para el que había trabajado durante años - afinando sus habilidades como una artista y cantante tanto en vivo como en el estudio.
El 5 de mayo de 1999, estuvo sentada junto al Príncipe Alberto de Mónaco antes de su actuación de "Crush" en los World Music Awards, donde fue nominada como Mejor Nueva Artista. 
Jennifer cantó para el Papa el 18 de diciembre de 1999 en el 7.° Concierto Anual de Navidad que se celebró en la Ciudad del Vaticano en frente de varios millones de público y telespectadores, con Tom Jones, Miriam Makeba, Alex Britti y Amedeo Minghi. Cantó un solo y un gran dueto junto a su hermano Chance, "Enmanuel has come to Israel".
En verano de 2000 grabó una nueva canción titulada "Beautiful" para la película protagonizada por Richard Gere y Winona Ryder "Otoño en Nueva York".

### Positively Somewhere
Con su segundo álbum, Jennifer muestra una impresionante madurez musical. Revela la frescura y la profundidad de su talento musical: una roquera, una diva, una bailarina, una cantante de soul, una joven veterana que sabe lo que quiere y demuestra que sabe cómo conseguirlo.
Con sus doce temas Jennifer Paige explora una gama de emociones dando al oyente una fascinadora visión de las experiencias que ha vivido. Este álbum es más autobiográfico que el primero y cuenta su historia desde que fue descubierta en todo el mundo. 
Coescribiendo con algunos de los grandes nombres de Nueva York, Nashville y su nuevo hogar en Los Ángeles, Jennifer se tomó tiempo en su publicación, ya que quería un álbum con firma y era importante encontrar colaboradores que la ayudaran a dar su visión de la vida. 
En "These Days" (versión del grupo Bardot), su primer sencillo (coescrito por Phil Thornalley y producido por Oliver Leiber) nos introducen a una nueva Jennifer Paige, con una voz apasionada y llena de sentimiento que se eleva a través de una canción pop-rock con ondas de guitarra acústica y un sonido de banda en vivo. El segundo sencillo fue "Stranded" (versión del grupo Plumb) que tuvo un gran impacto en Europa y Asia, donde "Positively Somewhere" llegó al Top 10.
En 2002 hizo su debut filmográfico interpretando una camarera cantante en la película de Disney "The Country Bears", protagonizada por Christopher Walken y algunos músicos como Elton John, Willie Nelson, Bonnie Raitt y Don Henley, estrenada en los cines americanos en julio de 2002. Su música también ha destacado en la serie de televisión de éxito, incluyeendo: "Dawson crece" y "General Hospital".

### Flowers: The Jennifer Paige Hits Collection
En 2003 Edel editó Flowers: The Jennifer Paige Hits Collection. Un recopilatorio con su éxitos después de tan sólo dos discos, hizo evidente que Jennifer había acabado su contrato discográfico y, en octubre Paige admitió que ya no formaba parte ni de Hollywood Records ni de Edel Records.

### Best Kept Secret
Jennifer Paige escribió y grabó su nuevo álbum titulado "Best Kept Secret" en Ibiza, España. El trabajo estuvo en proceso durante años y en 2007, firmó un contrato discográfico con la compañía Glor. El álbum se publicó en abril de 2008 con "Wasted" como primer sencillo. 
"Best Kept Secret" marca la continuación de un artista que cree que la sinceridad y la sencillez proporcionar la clave para transmitir la emoción. Este enfoque vincula las 13 pistas. Mientras "Bloom" habla sobre sus propias dudas, la balada "Broken Things" trata sobre un nuevo comienzo. En el otro extremo del espectro encontramos "Best Kept Secret" y "Mercy".

### Kickstarter para el Daydreamer
En 2015, se había publicado "Is It Ever Enough" en su canal de YouTube.
En el mismo tiempo, se puso en marcha una campaña de recaudación de fondos para producir su próximo álbum a través de Kickstarter Daydreamer.

## Discografía

### Álbumes
- 1998 - Jennifer Paige
- 2001 - Positively Somewhere
- 2003 - Flowers: The Hits Collection
- 2008 - Best Kept Secret
- 2012 - Holiday
- 2016 - Daydreamer

### Singles
| Año  | Título                                   | Posición en listas | Posición en listas | Posición en listas | Posición en listas | Posición en listas | Posición en listas | Posición en listas | Posición en listas | Posición en listas | Album                             |
| Año  | Título                                   | U.S.               | U.S. Adult         | U.S. Dance         | CAN                | UK                 | AUS                | NZ                 | NET                | SPA                | Album                             |
| ---- | ---------------------------------------- | ------------------ | ------------------ | ------------------ | ------------------ | ------------------ | ------------------ | ------------------ | ------------------ | ------------------ | --------------------------------- |
| 1998 | "Crush"                                  | 3                  | 19                 | —                  | 2                  | 4                  | 1                  | 1                  | 6                  | 1                  | Jennifer Paige                    |
| 1999 | "Sober"                                  | —                  | —                  | —                  | —                  | 68                 | —                  | 45                 | —                  | —                  | Jennifer Paige                    |
| 1999 | "Always You"                             | —                  | —                  | 6                  | —                  | —                  | —                  | —                  | —                  | —                  | Jennifer Paige                    |
| 2000 | "Beautiful"                              | —                  | —                  | —                  | —                  | —                  | —                  | —                  | —                  | —                  | Autumn In New York (Soundtrack)   |
| 2001 | "These Days"                             | —                  | 34                 | —                  | —                  | —                  | —                  | —                  | —                  | —                  | Positively Somewhere              |
| 2002 | "Stranded"                               | —                  | —                  | —                  | —                  | 79                 | —                  | —                  | 83                 | —                  | Positively Somewhere              |
| 2008 | "Wasted"                                 | —                  | —                  | —                  | —                  | —                  | —                  | —                  | —                  | —                  | Best Kept Secret                  |
| 2008 | "Underestimated"                         | —                  | —                  | —                  | —                  | —                  | —                  | —                  | —                  | —                  | Best Kept Secret                  |
| 2008 | "Ta Voix (The Calling)" (duet with Lââm) | —                  | —                  | —                  | —                  | —                  | —                  | —                  | —                  | —                  | Best Kept Secret (French Edition) |